# Kyrkebol
Kyrkebol är kyrkbyn i Långseruds socken i Säffle kommun i Värmlands län. Fram till och med 2000 avgränsade SCB bebyggelsen i kyrkbyn tillsammans med bebyggelsen i byn Ed strax söder därom till en småort namnsatt till Långseruds-Ed.
Långserud kyrka ligger invid Lillälven cirka 500 meter norr om europaväg 18. Orten är präglad av landsbygd med enskilda gårdar med egna namn.